# Les Grands Ateliers de France
 (mars 2017).
Si vous disposez d'ouvrages ou d'articles de référence ou si vous connaissez des sites web de qualité traitant du thème abordé ici, merci de compléter l'article en donnant les références utiles à sa vérifiabilité et en les liant à la section « Notes et références ».
Les Grands Ateliers de France sont une association composée d’une sélection de maisons artisanales, créée en 1993 par cinq artisans (participants dans la restauration de la chambre de l'Impératrice Eugénie au château de Fontainebleau), afin de défendre et de promouvoir les valeurs d'exigence et d'éthique liées, depuis des générations, à la production d'objets, d'instruments, de monuments ou d'œuvres d'art qui font la spécificité de la culture française.

## L'association
L'association réunissait soixante-cinq maisons, en 2009, représentant plus de quatre-vingt-dix métiers, une sélection d'artisans qui, indépendamment de tout organisme institutionnel ou privé, se reconnaissent et se choisissent afin de se porter garant de la valeur des autres. Cette solidarité engage à la fois à pérenniser les savoir-faire reçus en héritage, à les mettre à l'épreuve des enjeux de l'époque et à les transmettre.

### Les présidents
Les statuts de l'association précisent que les présidents des Grands Ateliers de France se doivent d'être des artisans ; artisans de renom dont l'éthique, l'expertise, le savoir-faire et l'autorité morale sont établis et reconnus. Ils ont un poids particulier au sein de leurs instances, durant la durée de leur mandat (non renouvelable). Ils sont les représentants de cette assemblée sélective du « haut artisanat français ».
- 2024-2026 : Fanny Boucher, héliograveuse.
- 2011-2014 : Lison de Caunes, marqueteure de pailles, Maître d'art en 1996.
- 2008-2011 : Gérard Desquand[1], graveur-héraldiste, Maître d'art en 2006, enseignant à l'école Estienne. Président de l'Institut National des Métiers d'Art depuis juillet 2013[3].
- 2005-2008 : Reinhard von Nagel, facteur et restaurateur de clavecins et épinettes (liste de facteurs de clavecins), Maître d'art en 1994. Expert honoraire près la cour d'appel de Paris.
- 2002-2005 : Philippe Prutner, fabricant et restaurateur d’horloges, carillons, pendules, aiguilles, balanciers (horlogerie de collection, mécanismes à complication). Membre de la Chambre nationale des experts spécialisés (CNES) depuis 1995. Prix départemental de la SEMA. Son atelier est labellisé « Entreprise du patrimoine vivant ».
- 1998-2001 : Rémy Brazet, tapissier d'ameublement. Membre fondateur des Grands Ateliers de France.
- 1994-1997 : Michel Germond, ébéniste-restaurateur de meubles. Membre fondateur des Grands Ateliers de France. Nommé expert près la cour d'appel de Paris en 1981, il fut administrateur de la SEMA, cofondateur du groupe Artisans d'Art à Paris, et parfois membre du jury des meilleurs ouvriers de France. Expert dans le jury 2007 du prix Liliane Bettencourt pour l'intelligence de la main. Son atelier est labellisé « Entreprise du patrimoine vivant ».
- 1993 : Jean Bergeron, ancien président délégué du Comité Colbert, président de la société Edgard Hamon en 2000.

## Les membres
- Serge Amoruso - Atelier Serge Amoruso design (Maroquinier designer)
- Isabelle Arpagian - Atelier Arpagian SARL (Décors muraux historiques et contemporains), depuis 2015
- Franck Benito - Cristal Benito (Tailleur de cristal)
- Patrick Blanchard - Atelier Patrick Blanchard (Sculpteur sur bois (création, fabrication, restauration), depuis 2008
- Pierre Bonnefille - Atelier Pierre Bonnefille (Créations murales, mobilier, couleurs et matières)
- Christian Bonnet - Maison Bonnet (Ecailliste : lunettes (création et restauration), bijoux, parures, accessoires (restauration)
- Alain Bouchardon - Atelier Alain Bouchardon (Restaurateur de peintures à l’huile sur tous supports et grands formats)
- Fanny Boucher - Atelier Heliog (Héliogravure au grain, gravure taille-douce)
- Jerôme Clochard - Atelier Absolut Mosaïque (Mosaïque), depuis 2019
- Jean-Pierre Cottet - Richard Orfèvre (Orfèvre), depuis 2018
- Roland Daraspe
- Lison de Caunes - Atelier Lison de Caunes
- Gilles Chabrier - Atelier Gilles Chabrier
- Thierry Denis 	Ateliers Asdourain et Gernez
- Gérard Desquand
- Thierry Drevelle - Ateliers Drevelle
- Simon-Pierre Etienne - Atelier Simon-Pierre Etienne
- Patrick Fallon - Fallon cuir
- Sylvie Fouanon - Pianos Balleron
- Caroline et Tristan Fournier - Atelier C&T Fournier
- Yves Gaignet - Atelier Yves Gaignet
- Stéphane Guilbaud - Atelier Stéphane Guilbaud
- Frédéric Hamel - Etablissements Frédéric Hamel
- Mireille Herbst - ALM Deco
- Djay Imrith - Djay tailleur
- Mathilde Jonquière - Atelier Mathilde Jonquière
- Charles Jouffre - Ateliers Jouffre
- Aurélie Lanoiselée - Atelier Aurélie Lanoiselée
- Marie Le Coeur - Atelier Marie Le Cœur
- Steven Leprize - ARCA Ebenisterie
- Nicolas Marischael - Atelier Marischael
- Catherine Nicolas - Atelier Catherine Nicolas
- Laurent Nogues - Creanog
- Hervé Obligi - Atelier Hervé Obligi
- Laurel Parker - Laurel Parker Book
- Steaven Richard - Atelier Steaven Richard
- Grégory Rosenblat - Ateliers Arquié
- Alain Saint Exupery - Atelier Saint Exupéry
- Nicolas Salagnac - Atelier Nicolas Salagnac
- Nelly Saulnier - Atelier Nelly Saunier
- Jean-Luc Seigneur - Atelier Jean-Luc Seigneur
- François Simon-Fustier - L'horloger de la Croix rousse
- Christian Tiret - Atelier Christian Thirot
- Corinne Tual - Atelier Muro del arte
- Thomas Vieweger - Anaglyphe
- Ludwig Vogelgesang - Ludwig et Dominique
- Reinhard Von Nagel - Atelier von Nagel

## Quelques expositions des Grands Ateliers de France
- Du 11 au 16 septembre 2013, à « Révélations » le salon des métiers d'art et de la création, sous les verrières du Grand Palais (Paris). Les Grands Ateliers de France fêtent leur 20 ans[4].
- Du 1er au 9 octobre 2011, le château de Pommard (Bourgogne) accueille les artisans des Grands Ateliers de France[5]. Pendant près de 10 jours, le public découvre, dans les salles de ce château tricentenaire, des représentants du haut artisanat français. Au cœur d'un lieu riche d'art et d'histoire, créateurs, artistes et artisans présentent et racontent leurs objets et leur savoir-faire d'exception.
- Du 20 au 24 octobre 2010, le Port Palace Boutique Hôtel Monte-Carlo présente des pièces réalisées spécialement pour cette première exposition en principauté de Monaco, organisée par Be.Exclusive[6].
- Du 5 juin au 24 janvier 2010, villa Demoiselle à Reims, exposition « 100 % fait main », mise en scène par Bruno Moisnard. L'exposition[7] réunit quarante-quatre artisans des Grands Ateliers de France et les artisans de la villa Demoiselle, dans le cadre prestigieux de cette maison du début du XXe siècle qui vient d'être restaurée par la famille Vranken.
- Du 26 octobre au 11 novembre 1996, le couvent des Cordeliers de Paris accueille l'exposition[8] « Mains et Merveilles » qui réunit les restaurations et les créations de quarante-six artisans d'art, tous membres des Grands Ateliers de France.